# Подривна технология
Подривна технология (от англ. disruptive technology) или подривна иновация е технологична иновация, продукт или услуга, която рано или късно превзима пазара на съществуваща и доминираща технология или продукт. Смята се, че подривните технологии са много изгодна инвестиция, затова към тях има особен интерес както сред инвеститорите, така и сред политиците и академичните среди.

## Примери
| Подривна иновация        | Изместена технология              |
| ------------------------ | --------------------------------- |
| Електрическа крушка      | Свещ                              |
| Автомобил                | Каруца                            |
| Транзистор               | Електронна лампа                  |
| Компакт диск             | Аудиокасета                       |
| Пушка                    | Лък                               |
| Параход                  | Платноход                         |
| Телефон                  | Телеграф                          |
| LAN                      | Модем                             |
| Дисплей с течни кристали | Дисплей с електронно-лъчева тръба |
| USB                      | Сериен порт                       |